# 마쓰이 오장 송가

1944년 12월 9일, 매일신보에 실린 원문

마쓰이 오장 송가(松井伍長頌歌)는 미당 서정주가 친일어용매체인 매일신보에 발표한 작품으로, 가미카제(자살 특공대)가 되어 죽은 조선인 청년 마쓰이 히데오를 미화하는 시다.

## 주제
마쓰이 히데오처럼 가미카제에 나가는 것을 애국적 행동으로 미화하고 나아가 가미카제에 참전하는 것을 독려하는 내용이다.

## 전문
아아 레이테灣은 어데런가。

언덕도

山도

뵈이지안는,

구름만이 둥둥둥 떠서 다니는

멧千길의 바다런가。

아아 레이테灣은

여기서 멧萬里런가·····。

귀 기우리면 들려오는

아득한 波濤ㅅ소리·····。

우리의 젊은 아우와 아들들이

그속에서 잠자는 아득한 波濤ㅅ소리·····。

✕

얼골에 붉은 紅潮를 띄우고

『갓다가 오겟습니다』

웃으며 가드니,

새와가튼飛行機가 날라서 가드니,

아우야 너는 다시 도라오진 안는다。

✕

마쓰이 히데오!

그대는 우리伍長。우리의자랑。

그대는 조선 경기도 개성사람。

印氏의 둘째아들 스물한살 먹은사내。

마쓰이 히데오!

그대는 우리의 神風特別攻擊隊員。

靖國隊員。

靖國隊員의 푸른 靈魂은

살아서 벌서 우리게로 왓느니,

우리 숨쉬는 이나라의 하늘 우에

조용히 조용히 도라 왓느니

✕

우리의 同胞들이 밤과 낫으로 정성껏 만드러보낸 飛行機한채에

그대, 몸을 실어 날엇다간 네리는 곳,

소리잇시 네리는 고흔 꼿처럼

오히려 기쁜 몸즛하며 네리는 곳,

쪼각 쪼각 부서지는 山덤이 가튼 米國軍艦!

수백척의 飛行機와,

大砲와, 爆發彈과,

머리털이 샛노란 벌레가튼 兵丁을실코

우리의 땅과 목숨을 빼스러 온

원수英米國의 航空母艦을,

그대

몸둥이로 네려쳐서 깨엿는가?

깨트리며 깨트리며 자네도 깨젓는가!

✕

장하도다

우리의 陸軍航空伍長, 마쓰이 히데오여。

너로하여 香기로운 三千里의 山川이여。

한결 더 짓푸르른 우리의 하늘이여。

✕

아아 레이테灣은 어데런가

멧千길의 바다런가。

귀 기우리면

여기서도, 력력히 들려오는

아득한 波濤ㅅ소리·····。

레이테灣의 波濤ㅅ소리·····。